# 鮑勃·紐哈特
乔治·罗伯特·紐哈特（英語：George Robert "Bob" Newhart，1929年9月5日—2024年7月18日 ）是一位美國演員。
他的喜劇專輯The Button-Down Mind of Bob Newhart在全世界暢銷並且是公告牌排行榜銷量前20位的專輯，而他亦於1999年進入好萊塢星光大道。

## 生平
紐哈特曾經是一位軍人，參加過韓戰，退役之後曾做過會計。他在1950年代中後期出道，不僅發行了自己的喜劇專輯，還有了自己的電視節目並出演電視劇。